# Lars Høgh
Poul Lars Høgh Pedersen (født 14. januar 1959 i Odense, død 8. december 2021) var en dansk fodboldmålmand og målmandstræner. Han nåede at spille 817 førsteholdskampe for OB og blev med holdet danmarksmester i sæsonerne 1977, 1982 og 1989.
Lars Høgh fik konstateret kræft i bugspytkirtlen i august 2018 og døde d. 8 december 2021.

## Spillerkarriere
Høgh opnåede i sin spillerkarriere 8 A-landskampe, bl.a. 1-5-kampen mod Spanien under VM i fodbold 1986, hvor Emilio Butragueño scorede fire gange. Høgh fik dog hævn over Butragueño, da han holdt ham fra fadet, da OB i 1994 slog Real Madrid på Santiago Bernabéu i UEFA Cuppen. Han var desuden med til at vinde Confederations Cup 1995.
Noget af det som Lars Høgh blev allermest kendt for, var sin evne til at redde straffespark. Gennem karrieren reddede han en hel del. Mest opsigtsvækkende var en gang på Lyngby Stadion, hvor Lars Høgh højlydt bekendtgjorde, at han nok skulle snuppe den. Kort efter reddede han skuddet fra Miklos Molnar.
Som aktiv vandt Lars Høgh fem gange Tipsbladets årlige kåring Det gyldne bur, der gives til årets målmand i Superligaen.

## Trænerkarriere
Høgh startede sin karriere som målmandstræner i Superligaklubben FC Nordsjælland i juli 2003. Siden havde han samme rolle i AaB og Viborg FF. Fra 2007 til 2012 var Høgh i Brøndby IF og senere i OB fra 2012. I 2016 vendte han tilbage til Brøndby IF i rollen som målmandstræner. Han var fra 2007 sideløbende med sine klubjobs målmandstræner for det danske landshold.

## Erhvervskarriere
Høgh var uddannet tømrer og speditør. Han blev i 2006 tilknyttet Idrætsskolerne i Oure og drev firmaet Lars Høgh Coaching ApS, der har til formål at udvikle målmænd og målmandstalenter over hele verden. Her forsøgte han at give sin evner videre, når det gjaldt om at redde straffespark.

## Familie og fritid
Lars Høgh var gift med Tine. De fik sammen to børn, hvoraf det ene er sportsjournalisten Josefine Høgh. Høgh medvirkede i musikfestival i Kerteminde. Høghs bog "Der er antal på alt" blev udgivet kort efter hans død. 